# Merkmalssumme
Die Merkmalssumme oder Gesamtmerkmalsbetrag ist die Summe der Ausprägungen eines metrischen Merkmals bei den Elementen einer Gesamtheit. Sie wird in der deskriptiven Statistik verwendet im Zusammenhang mit der Lorenz-Kurve, bei der z. B. die kumulierte relative Merkmalssumme dem kumulierten Anteil der Merkmalsträger gegenübergestellt wird. 
Die Merkmalssumme {\displaystyle \nu } von {\displaystyle x_{1},x_{2},\ldots ,x_{n}} Merkmalsausprägungen lautet
{\displaystyle \nu =\sum _{i=1}^{n}{x_{i}}}.
Je nachdem in welcher Form die Daten vorliegen, wird die Merkmalssumme unterschiedlich berechnet. Vorliegen können:
- Urliste,
- unklassierte Häufigkeitsverteilung
- klassierte Häufigkeitsverteilung
  - mit bekannter Merkmalssumme
  - mit unbekannter Merkmalssumme (Herangehensweise über Klassenmitten)

Weiter ist zu unterscheiden, ob man die relative oder die absolute Konzentration betrachtet. 